# クラブ (シンボル)

クラブのエース

クラブ (club) あるいはクローバー (clover) は、トランプなどで使用されるスートのひとつである。
15世紀にフランスのルーアンとリヨンで使われ始めたといわれている。
オリジナルはフランス柄の”Trèfle　”で英語では　clover, 日本語では　三つ葉を意味する。英語名のclub はイタリア・スペイン柄の棍棒が由来。ドイツではかわってドングリのマークが使われた。英語圏でクラブと呼ばれる所以は、イタリア・スペイン柄のバストーニ・棍棒の色から由来している。

## 符号位置
| 記号 | Unicode | JIS X 0213 | 文字参照                 | 名称         |
| ---- | ------- | ---------- | ------------------------ | ------------ |
| ♧    | U+2667  | 1-6-31     | &#x2667; &#9831;         | クラブ（白） |
| ♣    | U+2663  | 1-6-36     | &clubs; &#x2663; &#9827; | クラブ       |